# Batalla de Sassello
La batalla de Sassello fue una escaramuza menor durante la guerra de la Segunda Coalición, librada el 10 de abril de 1800 entre una fuerza francesa de 2000 hombres bajo el mando del general Jean-de-Dieu Soult y un cuerpo austriaco en gran parte superior bajo el mando del príncipe Hohenzollern. La batalla tuvo lugar a 30 kilómetros al noroeste de Génova, que en ese momento estaba bajo control francés pero bajo asedio por los austriacos. La escaramuza en Sassello terminó a favor de los austriacos, con cualquiera de los bandos perdiendo unos 1000 hombres, pero con los austriacos siendo capaces de perseguir su cerco de Génova.